# Хоанкьем (Ханой)
Хоанкьем (Hoàn Kiếm) — один из двенадцати городских районов (quận), входящих в состав Ханоя, и один из четырёх районов, составляющих исторический центр города (наряду с Бадинь, Хайбачынг и Донгда). Площадь — 5 км², население — 178 тыс. человек. Район назван в честь одноимённого озера (в переводе с вьетнамского — «озеро возвращённого меча»).
В районе расположены Старый квартал (торговая часть центрального Ханоя), Французский квартал, множество штаб-квартир государственных банков и компаний, офисы правительственных учреждений Вьетнама (в том числе Министерство финансов, Министерство промышленности и торговли, Министерство транспорта, Министерство труда, инвалидов и социальных вопросов, Министерство науки и технологий, Министерство культуры, спорта и туризма, Высшая народная прокуратура, Верховный народный суд, Антимонопольный комитет, Департамент геологии и полезных ископаемых, Национальная администрация туризма, Национальное агентство по науке и информационным технологиям, Национальная комиссия безопасности движения, Агентство содействию торговли, гостевой дом Правительства Вьетнама).
Также в Хоанкьеме базируются органы власти Ханоя (Городской комитет, Городской суд, Народная прокуратура, департамент планирования и архитектуры, департамент финансов, департамент образования, пожарный департамент), посольства Франции, Великобритании, Камбоджи, Лаоса, Таиланда, Филиппин, Индонезии, Индии, Италии, Швейцарии, Норвегии, Финляндии, Ирландии, Турции, Ирака, Катара, Перу, Чили и Алжира, офис ЮНИСЕФ.

## История
В первой половине VI века император Ли Нам-де (вьет. Lý Nam Đế) основал свою столицу на берегу Красной реки (в районе современного моста Лонгбьен).
Согласно вьетнамской мифологии, озеро Хоанкьем упоминается как место, где восставшему против китайского владычества императору Ле Лою волшебная золотая черепаха даровала легендарный меч Тхуантхьен. Получив его, Ле Лой в десятилетней войне разбил минские войска (1418—1427), освободил страну от иноземных захватчиков и стал основателем возрождённой династии Ле.
В честь победы Ле Лой устроил праздник на озере, где жила черепаха. В лодках Ле Лой и его приближённые выплыли на середину озера, и вдруг перед правителем появилась старая черепаха и сказала: «Тебе, Ле Лой, был послан меч, чтобы разгромить врага. Твой долг выполнен, ты победил. Меч этот страшен только захватчикам, и теперь верни его мне». Меч описал над водой полукруг, черепаха схватила его в пасть и погрузилась в воду.
В сентябре 2016 года Старый квартал района Хоанкьем посетил французский президент Франсуа Олланд.

## География
Район Хоанкьем расположен в центре Ханоя. На северо-западе он граничит с районом Бадинь, на северо-востоке и востоке — с районом Лонгбьен (частично граница проходит по реке Хонгха), на юге — с районом Хайбачынг, на юго-западе — с районом Донгда.
В центре района расположено озеро Хоанкьем, которое считается исторической и культурной достопримечательностью Вьетнама. В северной и южной частях озера находятся два небольших острова. Согласно мифологии, это тело и голова священной черепахи. Между озёрами Хоанкьем и Тхьенкуанг (Хайбачынг) раскинулся Французский квартал — бывший административный центр Французского Индокитая, между озером Хоанкьем и мостом Лонгбьен расположен Старый квартал — бывший торговый центр столицы.
На побережье реки Хонгха нередки оползни, разрушающие жилые дома и объекты инфраструктуры. Также в сезон дождей кварталы, прилегающие к реке, нередко подтапливаются. Несмотря на эти проблемы Хоанкьем является одним из самых чистых и благоустроенных районов Ханоя.

## Административное деление
В настоящее время в состав района Хоанкьем входят 18 кварталов (phường) — Тьыонгзыонгдо (вьет. Chương Dương Độ), Кыадонг (вьет. Cửa Đông), Кыанам (вьет. Cửa Nam), Донгсуан (вьет. Đồng Xuân), Хангбак (вьет. Hàng Bạc), Хангбай (вьет. Hàng Bài), Хангбо (вьет. Hàng Bồ), Хангбонг (вьет. Hàng Bông), Хангбуом (вьет. Hàng Buồm), Хангдао (вьет. Hàng Đào), Хангзяй (вьет. Hàng Gai), Хангма (вьет. Hàng Mã), Хангчонг (вьет. Hàng Trống), Литхайто (вьет. Lý Thái Tổ), Фантючинь (вьет. Phan Chu Trinh), Фуктан (вьет. Phúc Tân), Чанхынгдао (вьет. Trần Hưng Đạo), Чангтьен (вьет. Tràng Tiền).

## Экономика
В районе базируются крупнейшие банки и компании страны — Государственный банк Вьетнама, Vietinbank, Bank for Investment and Development of Vietnam, Vietcombank, Bao Viet Holdings, Lienvietpost Bank, страховое общество Bảo hiểm Xã hội Việt Nam, энергетическая компания National Power Transmission Corporation, судоходная компания Vinafco Corporation (Vietnam Freight Forwarding Company), газетное издательство Hà Nội Mới, вьетнамские офисы HSBC, Citibank, ANZ Bank, Sumitomo Mitsui Banking Corporation, Samsung, Microsoft, IBM, Mitsui & Co., Sumitomo Corporation и KDDI, офисы иностранных авиакомпаний Air France, Japan Airlines, Qantas, Singapore Airlines, Malaysia Airlines, AirAsia, Emirates, Scandinavian Airlines System, Lao Airlines, а также Администрация железнодорожного транспорта Вьетнама, Американо-вьетнамский торговый совет и Японская деловая ассоциация во Вьетнаме.
Большое значение в экономике района играет розничная торговля. В Хоанкьеме находятся торгово-офисный центр Tràng Tiền Plaza, открывшийся в 2002 году, торговые центры Hanoi Towers Shopping Center, Thiên Sơn Plaza и Sentinel Place, универмаги Gucci и Tran Duc Hai, крупнейший крытый рынок города Донгсуан (вьет. Đồng Xuân), построенный французами в 1889 году, продуктовые рынки Хангза (вьет. Hàng Da), Амфу (вьет. Âm Phủ) и Кыанам (вьет. Cửa Nam), рыбный рынок, несколько ночных рынков.
В районе расположены отели Hilton Hanoi Opera, Hotel de l’Opera, Sofitel Legend Metropole, Mövenpick Hanoi, Somerset Grand Hanoi, Meliá Hanoi, Apricot, Hilton Garden Inn Hanoi, Pacific Place, Silk Path, Atrium Hanoi, La Siesta, Golden Silk, Hanoi Riverside, Lan Viên, Mercure Hanoi la Gare и May De Ville City Center. Кроме того, в районе находится множество мелких отелей и хостелов, большое число магазинов, баров, ресторанов, парикмахерских, салонов массажа и татуировки, ремонтных мастерских, офисов банков, страховых компаний и туристических бюро.
- Госбанк Вьетнама
- Tràng Tiền Plaza
- Рынок Донгсуан
- Hilton Hanoi Opera
- Metropole

В Старом квартале Ханоя (вьет. Khu phố cổ Hà Nội) сосредоточены торговые улицы, которые специализируются на продаже определённых товаров («шёлковая улица», «улица вееров», «улица портных», «улица жестянщиков», «улица красильщиков», «серебряная улица», «обувная улица», «улица лапши», «бумажная улица», «улица резчиков по дереву», «улица лекарственных трав», «бамбуковая улица», «ротанговая улица», «улица рыбных соусов» и так далее). В старину таких улиц было 36 (по числу торгово-ремесленных гильдий) и район нередко называли «кварталом 36 улиц», но сейчас их значительно больше. Многие улицы с годами изменили свою торговую специализацию, но сохранили историческое название. В последние годы в Старом квартале ведутся масштабные строительные и ремонтные работы, но высотная застройка и разрушение исторических зданий угрожают туристической привлекательности этой части Ханоя.
Вокруг озера Хоанкьем создана пешеходная зона, популярная у ханойцев и иностранных туристов. Здесь проводятся различные массовые мероприятия, в выходные и праздничные дни работает зона развлечений и множество учреждений общественного питания.

## Транспорт
Главными магистралями Хоанкьема являются улицы Чанкуангкхай (вьет. Trần Quang Khải), Чангтхи (вьет. Tràng Thi), Хангкхай (вьет. Hàng Khay), Чангтьен (вьет. Tràng Tiền), Чанхынгдао (вьет. Trần Hưng Đạo), Хангбай (вьет. Hàng Bài) и Бачьеу (вьет. Bà Triệu). В северной части района расположен железнодорожный вокзал Лонгбьен.
В 1903 году через реку Хонгха был переброшен 2,4-километровый консольный мост имени генерал-губернатора Французского Индокитая Поля Думера, связавший Хоанкьем с районом Лонгбьен (сегодня известен как мост Лонгбьен). В 1985 году рядом со старым мостом Лонгбьен был построен 1,2-километровый автомобильный мост Тьыонгзыонг (вьет. Cầu Chương Dương).

## Культура
Основные культурные достопримечательности района сосредоточены вокруг озера Хоанкьем. На северном острове находится храм Нефритовой горы (вьет. Ngọc Sơn), построенный в XIX веке. К нему с берега ведёт мост Восходящего солнца (вьет. Cầu Thê Húc). На южном острове находится Башня Черепахи (вьет. Tháp Rùa), построенная в 1886 году. На побережье вокруг озера расположены буддийские храмы Намхыонг (вьет. Nam Hương), Бада (вьет. Bà Đá), Вутхать (вьет. Vũ Thạch), Бакьеу (вьет. Bà Kiệu) и Фачуклам (вьет. Phả Trúc Lâm).
Также в районе расположены храмы Куаншы (вьет. Quán Sứ) XV века, Личьеукуокшы (вьет. Lý Triều Quốc Sư), Хюентхьен (вьет. Huyền Thiên), Виньчу (вьет. Vĩnh Trù), Тхьенфук (вьет. Thiên Phúc), Фапбаотанг (вьет. Pháp Bảo Tạng), Каудонг (вьет. Cầu Đông), Танкхай (вьет. Tân Khai), Донгкьеу (вьет. Ðông Kiều), Батьма (вьет. Bạch Mã), Куанде (вьет. Quán Đế), Тьенха (вьет. Tien Ha), Кимнган (вьет. Kim Ngân), Кайши (вьет. Cây Si), Хангтхьек (вьет. Hàng Thiếc), Линькуанг (вьет. Linh Quang), католический кафедральный собор Святого Иосифа, построенный в 1886 году в неоготическом стиле, комплекс архиепархии Ханоя, церковь Святой Марии, церковь Хамлонг (вьет. Ham Long), единственная в городе мечеть Аль-Нур, старинные ворота Окуантьыонг (вьет. Ô Quan Chưởng), бывшая тюрьма Ханой Хилтон или Хоало (ныне популярный у туристов музей), Ханойский дворец культуры «Дружба», памятник императору Ли Тхай-то, несколько известных художественных галерей и выставочных залов.
Кроме того, в Хоанкьеме находятся Ханойский оперный театр, построенный французами в 1911 году, кукольные театры на воде «Лотос» и «Тханглонг», театр «Тханглонг-качу», Национальный музей вьетнамской истории, в котором ранее размещался институт археологических исследований Французского института Дальнего Востока, Национальная библиотека Вьетнама, основанная французами в 1917 году как Центральная библиотека Индокитая, Ханойская библиотека, Музей вьетнамской революции, Музей геологии, Музей полиции Вьетнама, Музей полиции Ханоя, Вьетнамский женский музей, Международный выставочный центр.
Район Хоанкьем является важным культурным центром Ханоя, здесь регулярно проводятся художественные выставки, театральные и музыкальные представления, различные концерты, фестивали и презентации. Также Хоанкьем является центром культурного обмена с другими странами, здесь расположены многие культурные центры и представительства, в том числе культурный центр Японского фонда и Американский клуб (объединение американцев Ханоя, которое проводит различные открытые мероприятия и встречи). В Хоанкьеме базируется государственная радиокомпания Голос Вьетнама, вещающая как в стране, так и на зарубежную аудиторию (в том числе в Европе, Америке, Китае и странах ЮВА).
На улице Хангбуом (вьет. Hàng Buồm) проходит праздник храма Батьма (вьет. Bạch Mã), посвящённый одноимённому божеству Батьма (символизирует божество Солнца) и божеству Лонг До (покровитель востока); сопровождается религиозной церемонией Суан Нгыу (вьет. Xuân Ngưu).

## Образование и наука
В районе расположены Финансовая академия, Ханойский фармацевтический университет, Вьетнамский университет изобразительного искусства, Вьетнамский институт образовательных наук, Институт планирования водных ресурсов, Институт транспорта и стратегического развития, Научно-технологический институт кораблестроения, Институт литературы, Институт археологии, Ханойский колледж искусств, несколько престижных начальных и средних школ (в том числе Вьетнамско-немецкая школа и школа имени Марии Кюри).

## Здравоохранение
В Хоанкьеме находятся Национальная больница акушерства и гинекологии, Вьетнамско-германская больница, Вьетнамско-кубинская больница, Больница К (вьет. Bệnh viện K), Ханойская больница сердечных заболеваний, больница скорой помощи № 115, больница Венус и Токийская международная клиника.